# HAT-P-4b
HAT-P-4b とは、2007年10月に発見された太陽系外惑星（ホット・ジュピター）である。太陽系からうしかい座の方角に1000光年以上離れた位置にある BD+36°2593 (HAT-P-4) と呼ばれる恒星の周囲を回っている。惑星が恒星の手前を通過する際の減光を捉える手法（食検出法）によって発見され、HATネット計画によって報告された第4の惑星となった。

## 特徴
HAT-P-4b は典型的なホットジュピターとみなされている。質量は木星の68%、半径は127%で、平均密度は水の41%、木星と比べると31%である。食の観測によって惑星の正確な軌道傾斜角が明らかになっているため、惑星の質量は（下限値ではなく）真の値が知られている。
HAT-P-4bと主星の距離は0.0446 au(667万km)で、これは地球-太陽間の距離の22.4分の1に相当し、公転周期は約3日である。軌道半径が小さく周期が短いため公転速度は159km/sに達している。
HAT-P-4bの主星には、他の系外惑星の主星と比べ金属元素（ヘリウムより原子番号の大きい元素）が高い比率で含まれている。理論上は、その周囲で形成されたHAT-P-4bも、平均分子量が大きく中心部に比較的大きな固体コアを持つ高密度な惑星になることが予測されるが、実際に観測されたHAT-P-4bの密度は他のホットジュピターと大差のないものだった。HATネットの研究チームは今後より詳細な観測が必要と述べつつも、恒星の金属量と惑星の金属量の関係は単純ではないことを示唆している。